# BD-13 5809
BD-13 5809는 메시에 73 성단에서 가장 밝은 적색 거성이다.

## 같이 보기
- 메시에 73